# المقبرة اليهودية في مراكش
المقبرة اليهودية بمراكش المعروفة شعبيا بالمعارة اليهودية أو بيت مؤيد لكول شاي هي أكبر مقبرة في المغرب للطائفة اليهودية المغربية والوحيدة في مدينة مراكش المغربية. تضم المقبرة العديد من الأضرحة لشخصيات يهودية مغربية بارزة مثل الحاخام «أبراهام أزولاي»، والحاخام «دافيد حزان». الحاخام «بنشاس هكوهين»، الذي يزعم أنه أنقذ حياة باشا مراكش التهامي الكلاوي والحاخام «شلومو تاموزات» والحاخام «حنانيا هكوهين». يدير المقبرة حصرا الطائفة اليهودية وحارس موجود على مدار 24 ساعة في اليوم.

## نبذة تاريخية
تعد المقبرة واحدة من أكبر المقابر في المملكة المغربية، بمساحة تغطي ما يقرب من 2800 متر مربع جوار حي اليهود المعروف شعبيا بالملاح. تحتوي المقبرة على أكثر من 20000 قبر، خصص ركنها الأيسر لنحو 6000 طفل توفوا خلال وباء التيفوس في القرن التاسع عشر؛ كما توجد مقابر كهنة إله إسرائيل كوهانيم مطلية باللون الأزرق عند مدخلها.
ترجح بعض المصادر تأسيس المقبرة إلى القرن الخامس عشر، فيما تزعم أخرى أن المنطقة قد استخدمت لدفن اليهود في وقت مبكر من القرن الثاني عشر. بينما تعتبر المقبرة أقدم سرداب موتى للجالية اليهودية المغربية في المدينة، ضمت عددا من القديسين والصالحين للطائفة بتعاقب الأجيال.
تحتوي المقبرة على أقسام منفصلة للرجال والنساء والأطفال وفقًا للتقاليد اليهودية، حيث لا يمكن دفن اليهودي بجانب شخص من الجنس الآخر ليس زوجته. أصبحت المقبرة مزارا سياحيًا لآلاف اليهود من جميع أنحاء العالم، بما في ذلك الإسرائيليين من أصل مغربي.

## معرض الصور

صور مختلفة للمقبرة
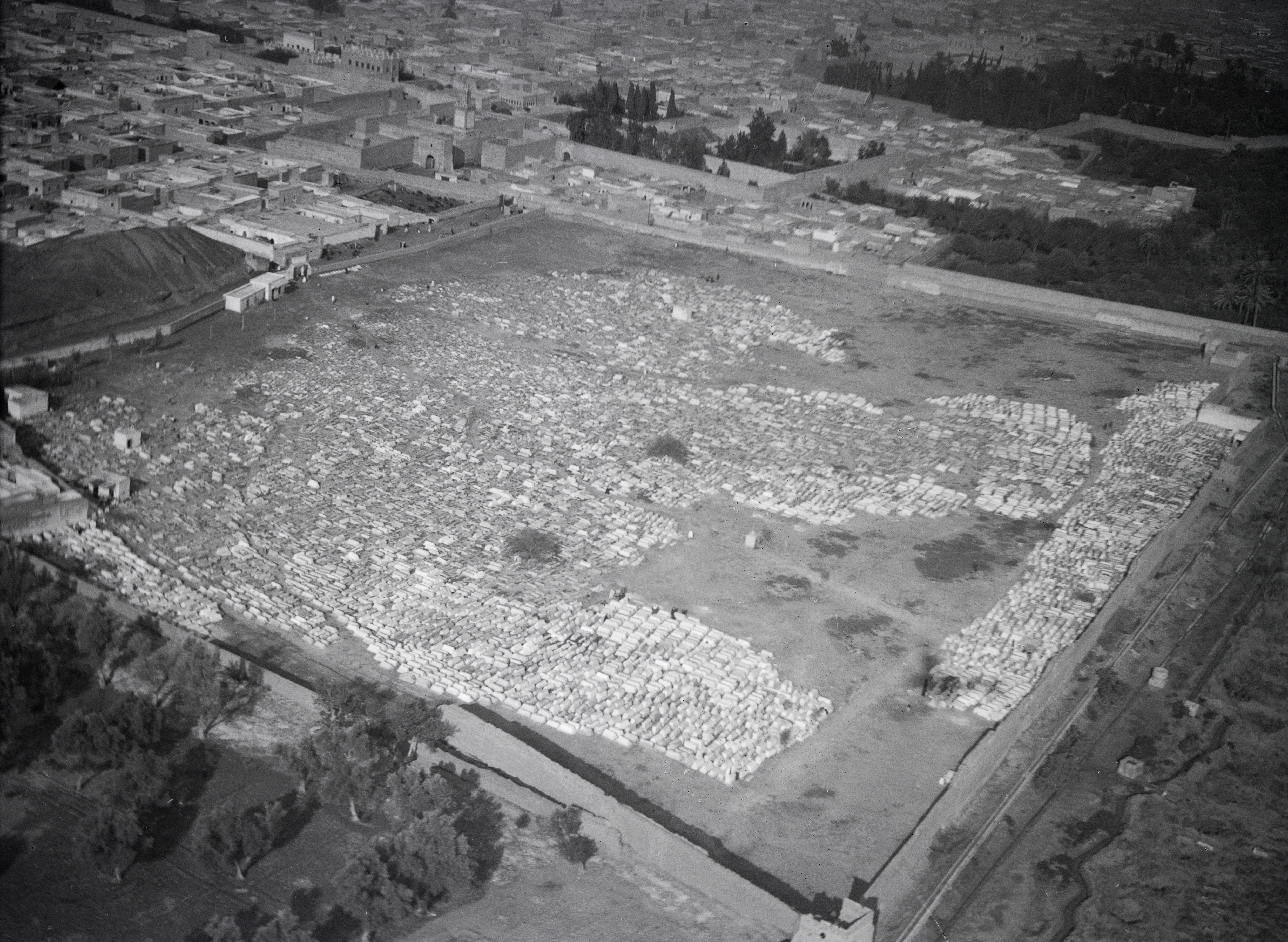
منظر جوي للمقبرة اليهودية 1930-1931
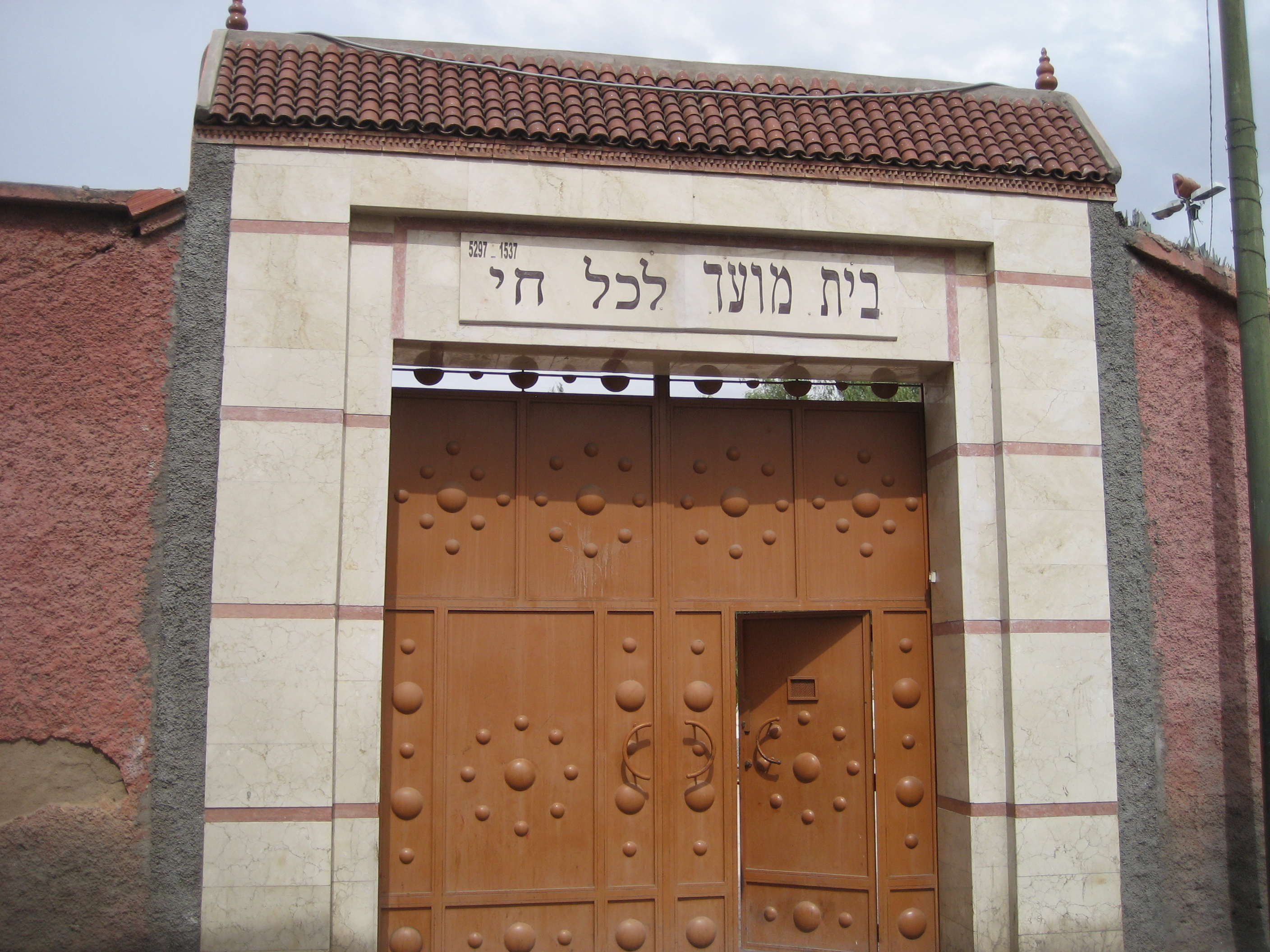
مدخل المقبرة